# Sacellum
Das sacellum (lateinisch, Plural: sacella) ist die Verkleinerungsform von sacer („einem Gott gehörend“) beziehungsweise der Substantivierung sacrum („einem Gott gehörender Ort“). Die antike Überlieferung gibt unterschiedliche und sich teils widersprechende Definitionen des Begriffs.
Gaius Trebatius Testa, ein Jurist des 1. Jahrhunderts v. Chr. und Verfasser eines Werkes De religionibus („Über Religionsangelegenheiten“), beschrieb ein sacellum als „einen kleinen einem Gott geweihten Ort mit einem Altar.“ In seinem Kommentar zur Adelphoe des Terenz teilt Aelius Donatus mit, dass Varro, ein Zeitgenosse des Trebatius, ein sacellum als eine einer Gottheit geweihte Cella, also als einen überdachten sakralen Ort definierte. Demgegenüber betont der Lexikograph und Grammatiker Sextus Pompeius Festus im 2. Jahrhundert, dass es ein Ort ohne Dach sei.
Der aus republikanischer Zeit stammende Begriff ist in der antiken Überlieferung eher selten belegt und verliert in augusteischer Zeit an Bedeutung. Er wird durch lucus oder locus sacer ersetzt. Über die Größe eines damit verbundenen Gebäudes, gar eines Tempels, sagt der Begriff nichts aus; er beschreibt lediglich den Ort. Die Verkleinerungsform ist möglicherweise mit der unvollständigen Ausstattung und den damit verbundenen Eigenschaften des Ortes für Kulthandlungen zu verbinden. In seiner reduzierten Form kann ein solcher Ort nur aus einem Altar bestanden haben.
Bei Gellius hält der Begriff sacellum zudem für eine misslungene etymologische Erklärung durch Trebatius her, der behauptet habe, es sei ein Kompositum aus den Wörtern sacer („heilig“) und cella („Kammer“, „Zelle“). Gellius berichtigt dies. In diesem Zusammenhang gibt Gellius die einzige korrekte Herleitung des Wortes.